# L'Italia libera
L'Italia libera  fu il giornale ufficiale del Partito d'Azione, nato per diffondere il programma  - inizialmente condensato in ‘Sette Punti’ -  che i dirigenti della nuova formazione politica (costituitasi a Roma il 4 giugno 1942) consideravano come possibile base comune di una larga concentrazione di forze democratiche e antifasciste. Il nome deriva dall'omonima testata fondata dal repubblicano Randolfo Pacciardi nel 1923, organo dell'associazione antifascista Italia libera, che era stata chiusa dal fascismo.

## Storia

### La fondazione durante il regime fascista
Il primo numero, elaborato da Mario Vinciguerra, Ugo La Malfa e Adolfo Tino, uscì a Milano nel gennaio 1943, dopo varie peripezie che si resero necessarie per sfuggire al rigido controllo della polizia. Ne furono stampate 3000 copie, distribuite in tutt'Italia grazie alla rete efficiente dei singoli militanti, come Siglienti, Visentini, Craveri, Albertelli, Berlinguer, De Ritis, De Ruggiero, Schiano e Fiore, che, rischiando di persona, si adoperarono per il loro smistamento nelle varie regioni.  L'editoriale conteneva un appello agli Italiani nell' “ora più tragica della nostra storia” . Grande fu l'effetto emotivo prodotto sugli ambienti antifascisti che si differenziavano dai comunisti, perché, finalmente, compariva sulla scena una nuova forza organizzata, decisa a dar battaglia al regime e alla monarchia sua connivente, opponendosi apertamente alla guerra in cui il paese era stato trascinato contro la sua volontà.
Un supplemento, in due sole facciate, fu pubblicato a marzo e venne dedicato  “ai compagni di lotta del Partito d'Azione”, cioè agli operai protagonisti degli scioperi a Torino e a Milano, che venivano additati ad esempio in vista di una prossima auspicabile mobilitazione popolare.
Seguì, a fine aprile, la terza uscita, dopo un incontro avvenuto in casa di Piero Calamandrei, a Firenze, dove gli esponenti  ‘liberalsocialisti’ (Guido Calogero, Carlo Ludovico Ragghianti) – una delle componenti del Partito d'Azione, insieme a ‘Giustizia e Libertà’ (Emilio Lussu, Riccardo Lombardi)  e ai ‘liberal-democratici’(Ugo La Malfa, Adolfo Tino) – avevano posto l'esigenza di un maggior approfondimento ideologico.
Rivolgendosi ai lettori l'estensore dell'articolo di fondo (Guido Calogero) precisava che il Partito d'Azione non era un ‘aggregato di forze’ avente per scopo la conquista e l'esercizio del potere né una combinazione di ex liberali e di ex socialisti, ma un partito nuovo, che traeva ispirazione da una interpretazione originale della storia e intendeva lottare per assicurare agli uomini non solo le garanzie formali della libertà , ma anche le condizioni economiche necessarie a rendere concretamente possibile il suo esercizio.  Il problema sociale, dunque, veniva posto con forza, non già come un complemento estrinseco, ma come aspetto coessenziale al problema del ritorno della libertà in Italia. Il Fascismo si opponeva alla realizzazione di questi ideali - sintetizzabili nella formula della «libertà giusta» - non soltanto per la sua ideologia gerarchica e per il regime dittatoriale in cui si era storicamente concretizzato, ma anche perché esprimeva gli interessi delle oligarchie economiche ed era veicolo di una cultura reazionaria. L'antitesi tra Azionismo e Fascismo era sollevata dal piano strettamente politico a quello etico e della civiltà, che non ammettono concessioni e compromessi sul principio dell'uguale valore di ogni essere umano e veniva rappresentata di conseguenza in termini di assoluta inconciliabilità.
Alla pubblicazione del terzo numero de L'Italia Libera seguì un'ondata di arresti: a Milano furono arrestati Mario Vinciguerra con la figlia e Antonio Zanotti; a Firenze, Carlo Furno; a Bologna, Carlo Ludovico Ragghianti, Cesare Gnudi e altri; a Roma, Federico Comandini e Sergio Fenoaltea; a Bari, Guido Calogero, Guido De Ruggiero e Tommaso Fiore. Il quarto numero non poté uscire subito per l'arresto di Bruno Visentini, incaricato di provvedere alla stampa.

### Dal 25 luglio 1943 alla fine delle pubblicazioni

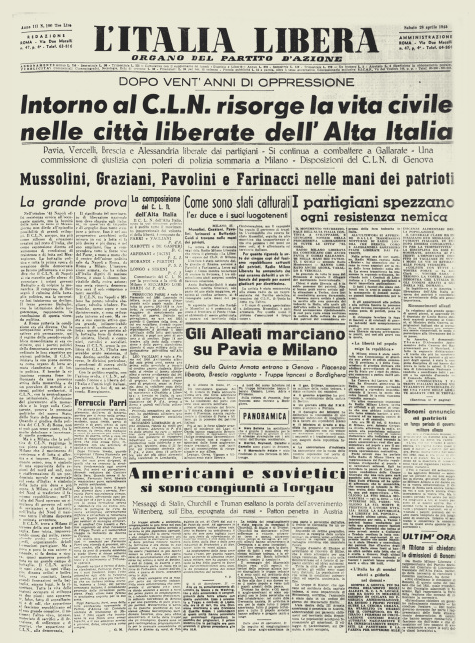
Prima pagina de «L'Italia Libera» del 28 aprile 1945.

Con la caduta del fascismo (25 luglio 1943) «L'Italia Libera» uscì, per un breve periodo, dalla clandestinità per poi ritornarvi, dopo l'8 settembre.
Se ne ebbero diverse edizioni (a Roma, Milano, in Piemonte). L'edizione romana fu curata specialmente da Francesco Fancello, Manlio Rossi Doria, Carlo Muscetta e Leone Ginzburg, che ne fu direttore fino al suo arresto, a Roma, il 20 novembre 1943.  L'edizione piemontese fu diretta, tra gli altri, da Paolo Vittorelli.
Fu con l'edizione milanese, all'indomani della Liberazione che il giornale divenne quotidiano, edito da Gianni Mazzocchi, il quale affidò la direzione a Leo Valiani, sino alla caduta del Governo Parri (dicembre 1945) e, in seguito a Carlo Levi. Il quotidiano arrivò a vendere 300 000 copie al giorno, anche grazie all'apporto di un gruppo nutrito di importanti intellettuali, come Alberto Moravia, Giovanni Spadolini, Goffredo Bellonci, Arrigo Benedetti, Achille Campanile o Camilla Cederna.
La testata fu ceduta nel giugno 1947 ad Aldo Garosci, al prezzo simbolico di una lira, con l'intesa che il nome originario ("L'Italia libera") sarebbe rimasto solo come sottotitolo di una nuova testata denominata L'Italia Socialista. Mentre la maggioranza del Partito d'Azione, infatti, stava confluendo nel Partito Socialista Italiano, una minoranza, guidata da Piero Calamandrei, Vittorelli e Garosci era intenzionata a formare un movimento indipendente, che poi avrebbe preso il nome “Azione Socialista Giustizia e Libertà” (poi confluito nell'Unione dei Socialisti). Furono costoro a proseguire, con periodicità settimanale, le pubblicazioni della nuova testata, diretta da Aldo Garosci, sino al 22 febbraio 1949. Il sottotitolo "L'Italia libera", tuttavia, rimase solo sino al 7 agosto 1947.

### Supplementi
Accanto al giornale vennero pubblicati, periodicamente, i Quaderni dell'Italia Libera. Tra i diversi titoli ricordiamo: La ricostruzione dello Stato (Emilio Lussu); La crisi italiana e Socialismo oggi e domani (Franco Venturi); L'economia pianificata (Leo Valiani); Il Partito d'Azione. Che cos'è e cosa vuole (Riccardo Lombardi); Il Partito d'Azione nei suoi metodi e nei suoi fini (Francesco Fancello); Il problema politico italiano ed il Partito d'Azione (Manlio Rossi Doria); Il P.d'A. e il socialismo e Il P.d'A. e il liberalismo (Riccardo Bauer).